# Paracamelus
Paracamelus — рід великих викопних ссавців з триби Camelini родини Верблюдові. Складався з 8 видів. Існував наприкінці міоцену до плейстоцену (7,246—0,781 млн років тому).

## Опис
Представники цього роду були набагато більші за сучасних верблюдів як за зростом (до 3 м), так і за вагою (до 900 кг). У цих верблюдових були певні схожості з іншим викопним родом Titanotylopus. Мали широкі ноги, великі очі та один горб. Особливістю була наявність додаткових складок у передньовнутрішньому кутку зуба Р4 і передньозовнішньому куті М2 і М3. Найбільша дистальна ширина плечової кістки доходила до 90 см, плюснової кістки — 104 см. Остання також мала значну частку метаподіїв, що зрослися.

## Спосіб життя
Спочатку мешкали серед бореальних, листяних лісів. Внаслідок погіршення клімату в початковому ареалі стали мешкати у степових та напівпустельних областях з більш м'яким кліматом. Були здатні витримувати середні температури −1,4 °C, зими протягом 6 місяців.

## Розповсюдження
Спочатку мешкав у Північній Америці (на території північних штатів сучасних США і більшості провінцій Канади). Крайня точка, де виявлено рештки — острів Елсмір. Потім, на думку дослідників, через Берингову протоку потрапив до Сибіру. Звідси поширився Азією (до сучасної провінції Шаньсі в КНР), Африкою (до річки Нігер) та південною і східною Європою (від України через Балканський півострів до Іспанії). Іншим напрямком розповсюдження стали південні штати США, де утворився рід Gigantocamelus.